# Jennifer Jacobs (actriz pornográfica)
Jennifer Jacobs (Manhattan, Nueva York; 28 de junio de 1997) es una actriz pornográfica y modelo erótica estadounidense.

## Biografía
Jennifer Jacobs nació en junio de 1997 en la isla de Manhattan, en la ciudad de Nueva York, en una familia con ascendencia polaca. En el instituto destacó académicamente y estuvo muy involucrada en las artes, la música y el baile, formando parte de una banda de música en la que estuvo durante cuatro años, viajando por Estados Unidos en distintos concursos nacionales.
Fue a la universidad, donde estudió Enfermería. Tras trabajar nueve meses como enfermera en una residencia para ancianos, Jennifer abandonó su trabajo y Nueva York para trasladarse a Los Ángeles, donde encontró trabajo como representante de ventas en un gimnasio. Fue en California donde encontró un anuncio de Craigslist en el que una agencia buscaba modelos eróticas. Jennifer comenzó a tener algunos encargos como modelo erótica.
Tras un viaje a Las Vegas para acudir a la AVN Adult Entertainment Expo debutó como actriz pornográfica en 2017, a los 20 años.
Como actriz ha trabajado para productoras como FM Concepts, Devil's Film, Reality Kings, Spizoo, Zero Tolerance, New Sensations, Evil Angel o Filly Films, entre otras.
Ha rodado más de 80 películas como actriz.
Algunas películas suyas son 18 and Dirty, Boffing the Babysitter 25, Fuck, I Came Inside A School Girl 4, Nice Girls Swallow 9, Schoolgirls Like It Hard 4, Sneaky Sex 4, Sugar Daddies and Sugar Mamas o Swallowed 11.